# Letestuella tisserantii
Letestuella tisserantii là một loài thực vật có hoa trong họ Podostemaceae. Loài này được G.Taylor mô tả khoa học đầu tiên năm 1953.